# Boriwśke (obwód charkowski)
Boriwśke (ukr. Борівське) – osiedle na Ukrainie, w obwodzie charkowskim, w rejonie kupiańskim. W 2001 liczyło 923 mieszkańców, spośród których 792 posługiwało się językiem ukraińskim, 127 rosyjskim, 1 mołdawskim, 1 białoruskim, a 2 ormiańskim. W 2024 liczyło 430 mieszkańców.